# Saison 1974-1975 de la LAH
Saison précédente Saison suivante
La saison 1974-1975 de la Ligue américaine de hockey est la 39e saison de la ligue au cours de laquelle dix équipes jouent en saison régulière. Les Indians de Springfield remportent leur quatrième coupe Calder.

## Changement de franchises
- Les Braves de Boston, les Barons de Jacksonville et les Swords de Cincinnati cessent leurs activités.
- Les Eagles de Syracuse rejoignent la ligue.
- Les Kings de Springfield reprennent leur appellation d'origine : les Indians.

## Saison régulière
En raison de l'arrêt des Clippers de Baltimore en cours de saison, les autres équipes ne jouent pas toutes le même nombre de matchs.

### Classement
| Clt   | Équipe                          | PJ | V  | D  | N  | BP  | BC  | Pts |
| ----- | ------------------------------- | -- | -- | -- | -- | --- | --- | --- |
| +001, | Reds de Providence              | 76 | 43 | 21 | 12 | 317 | 263 | 98  |
| +002, | Americans de Rochester          | 76 | 42 | 25 | 9  | 317 | 243 | 93  |
| +003, | Voyageurs de la Nouvelle-Écosse | 75 | 40 | 26 | 9  | 270 | 227 | 89  |
| +004, | Indians de Springfield          | 75 | 33 | 30 | 12 | 299 | 256 | 78  |
| +005, | Nighthawks de New Haven         | 76 | 30 | 35 | 11 | 282 | 302 | 71  |

| Clt   | Équipe                | PJ | V  | D  | N  | BP  | BC  | Pts |
| ----- | --------------------- | -- | -- | -- | -- | --- | --- | --- |
| +001, | Wings de la Virginie  | 75 | 31 | 31 | 13 | 254 | 250 | 75  |
| +002, | Robins de Richmond    | 75 | 29 | 39 | 7  | 261 | 293 | 65  |
| +003, | Bears de Hershey      | 75 | 27 | 38 | 10 | 259 | 303 | 64  |
| +004, | Eagles de Syracuse    | 75 | 21 | 43 | 11 | 254 | 332 | 53  |
| +005, | Clippers de Baltimore | 46 | 14 | 22 | 10 | 136 | 180 | 38  |

- En gras : qualifiés pour les séries

### Meilleurs pointeurs
| Joueur           | Équipe                          | PJ | B  | A  | Pts | Pun |
| ---------------- | ------------------------------- | -- | -- | -- | --- | --- |
| Doug Gibson      | Americans de Rochester          | 75 | 44 | 72 | 116 | 31  |
| Peter Sullivan   | Voyageurs de la Nouvelle-Écosse | 75 | 44 | 60 | 104 | 48  |
| Tom Cassidy      | Indians de Springfield          | 72 | 32 | 59 | 91  | 201 |
| Pierre Laganiere | Reds de Providence              | 75 | 25 | 61 | 86  | 44  |
| Barry Merrell    | Americans de Rochester          | 74 | 44 | 41 | 85  | 32  |
| Jerry Holland    | Reds de Providence              | 67 | 44 | 35 | 79  | 44  |
| Rene Drolet      | Wings de la Virginie            | 72 | 26 | 52 | 78  | 36  |
| Dave Hynes       | Americans de Rochester          | 63 | 37 | 30 | 67  | 20  |
| Tom Colley       | Nighthawks de New Haven         | 76 | 29 | 47 | 76  | 51  |

## Séries éliminatoires
En raison de la défection des Clippers en cours de saison, les huit meilleures équipes de la ligue, sans distinction de division, sont qualifiées pour les séries. Toutes les séries sont disputées au meilleur des sept matchs.
- Le premier de la division Nord rencontre le quatrième de cette même division. Le deuxième rencontre le troisième. Les vainqueurs se rencontrent.
- Le premier de la division Sud rencontre le cinquième de la division Nord (qualifié car terminant avec plus de points que le quatrième de la division Sud). Le deuxième et le troisième se rencontrent. Les vainqueurs se rencontrent.
- Les gagnants de chaque moitié de tableau se disputent la coupe Calder[4].

|  | Premier tour | Premier tour    | Premier tour | Premier tour |    |             | Deuxième tour | Deuxième tour | Deuxième tour | Deuxième tour |  |  | Finale | Finale | Finale | Finale |
|  |              |                 |              |              |    |             |               |               |               |               |  |  |        |        |        |        |
|  |              |                 |              |              |    |             |               |               |               |               |  |  |        |        |        |        |
|  |              |                 |              |              |    |             |               |               |               |               |  |  |        |        |        |        |
|  | N1           | Providence      | 2            | 2            |    |             |               |               |               |               |  |  |        |        |        |        |
|  | N1           | Providence      | 2            | 2            |    |             |               |               |               |               |  |  |        |        |        |        |
|  | N4           | Springfield     | 4            | 4            |    |             |               |               |               |               |  |  |        |        |        |        |
|  | N4           | Springfield     | 4            | 4            | N4 | Springfield | 4             | 4             |               |               |  |  |        |        |        |        |
|  |              |                 |              |              | N4 | Springfield | 4             | 4             |               |               |  |  |        |        |        |        |
|  |              |                 | N2           | Rochester    | 1  | 1           |               |               |               |               |  |  |        |        |        |        |
|  | N3           | Nouvelle-Écosse | N2           | Rochester    | 1  | 1           | 2             | 2             |               |               |  |  |        |        |        |        |
|  | N3           | Nouvelle-Écosse |              |              |    |             |               | 2             |               |               |  |  |        |        |        |        |
|  | N2           | Rochester       | 4            | 4            |    |             |               |               |               |               |  |  |        |        |        |        |
|  | N2           | Rochester       | 4            | 4            | N4 | Springfield | 4             | 4             |               |               |  |  |        |        |        |        |
|  |              |                 |              |              | N4 | Springfield | 4             | 4             |               |               |  |  |        |        |        |        |
|  |              |                 | N5           | New Haven    | 1  | 1           |               |               |               |               |  |  |        |        |        |        |
|  | S1           | Virginie        | N5           | New Haven    | 1  | 1           | 1             | 1             |               |               |  |  |        |        |        |        |
|  | S1           | Virginie        |              |              |    |             |               |               |               |               |  |  |        |        |        |        |
|  | N5           | New Haven       | 4            | 4            |    |             |               |               |               |               |  |  |        |        |        |        |
|  | N5           | New Haven       | 4            | 4            | N5 | New Haven   | 4             | 4             |               |               |  |  |        |        |        |        |
|  |              |                 |              |              | N5 | New Haven   | 4             | 4             |               |               |  |  |        |        |        |        |
|  |              |                 | S3           | Hershey      | 1  | 1           |               |               |               |               |  |  |        |        |        |        |
|  | S3           | Hershey         | S3           | Hershey      | 1  | 1           | 4             | 4             |               |               |  |  |        |        |        |        |
|  | S3           | Hershey         |              |              |    |             |               | 4             |               |               |  |  |        |        |        |        |
|  | S2           | Richmond        | 3            | 3            |    |             |               |               |               |               |  |  |        |        |        |        |
|  | S2           | Richmond        | 3            | 3            |    |             |               |               |               |               |  |  |        |        |        |        |
|  |              |                 |              |              |    |             |               |               |               |               |  |  |        |        |        |        |

## Trophées

### Trophées collectifs
| Coupe Calder : Vainqueurs des séries                        | Indians de Springfield |
| Trophée F.-G.-« Teddy »-Oke : Champions de la division Nord | Reds de Providence     |
| Trophée John-D.-Chick : Champions de la division Sud        | Wings de la Virginie   |

### Trophées individuels
| Trophée Les-Cunningham : Meilleur joueur de la saison                                 | Doug Gibson (Americans de Rochester)                        |
| Trophée John-B.-Sollenberger : Meilleur pointeur                                      | Doug Gibson (Americans de Rochester)                        |
| Trophée Dudley-« Red »-Garrett : Meilleure recrue                                     | Jerry Holland (Reds de Providence)                          |
| Trophée Eddie-Shore : Meilleur défenseur de la saison                                 | Joe Zanussi (Reds de Providence)                            |
| Trophée Harry-« Hap »-Holmes : Gardien(s) de l'équipe ayant encaissé le moins de buts | Ed Walsh et Dave Elenbaas (Voyageurs de la Nouvelle-Écosse) |
| Trophée Louis-A.-R.-Pieri : Meilleur entraîneur de la saison                          | John Muckler (Reds de Providence)                           |